# 我爱五指山，我爱万泉河
《我爱五指山，我爱万泉河》，海南岛早期名片性歌曲，歌中的五指山及万泉河都是海南的景点，亦与海南岛的红军相关。郑南词，刘长安曲。创作于1970年代，最早刊发于1973年发行的《战地新歌》第二辑。
李双江1973年开始演唱该曲。该曲曾收入专辑《伴你二十年7-军旅专辑》。词曲作者在创作时皆未到过海南岛，李双江则直到1982年才到访海南岛。